# Juan Gómez (biskup)
Juan Gómez (ur. 24 czerwca 1962 w Comarapa) – boliwijski duchowny katolicki, biskup pomocniczy Cochabamby w latach 2019-2024, biskup pomocniczy Santa Cruz de la Sierra od 2024. 

## Życiorys
Święcenia kapłańskie przyjął 27 sierpnia 1999 i został inkardynowany do diecezji Santa Cruz de la Sierra. Był m.in. wychwawcą w części propedeutycznej diecezjalnego seminarium, rektorem tejże uczelni oraz wikariuszem biskupim dla Wikariatu św. Pawła.
27 grudnia 2018 papież Franciszek mianował go biskupem pomocniczym archidiecezji Cochabamba oraz biskupem tytularnym Semta. Sakry udzielił mu 19 marca 2019 arcybiskup Oscar Omar Aparicio Céspedes. 18 października 2024 ten sam papież przeniósł go na urząd biskupa pomocniczego archidiecezji Santa Cruz de La Sierra. 